# FC Germania Durlach
FC Germania Durlach was een Duitse voetbalclub uit Durlach, een stadsdeel van Karlsruhe. 

## Geschiedenis
De club werd op 14 mei 1902 opgericht, toen Durlach nog een zelfstandige gemeente was. In 1945 werden alle Duitse voetbalclubs ontbonden. De club was aangesloten bij de Zuid-Duitse voetbalbond en speelde in 1921/22 voor het eerst in de hoogste klasse van de Württemberg-Badense competitie. De competitie bestond dat jaar uit vier reeksen en werd teruggebracht naar twee, waardoor enkel de top vier zich kwalificeerde. Durlach werd vijfde en degradeerde. Hierna slaagde de club er niet meer in te promoveren. Tijdens de Tweede Wereldoorlog fuseerden een aantal clubs tijdelijk om een volwaardig team te kunnen opstellen. Germania deed dat met Karlsruher FC Phönix en trad aan als KSG Phönix/Germania Karlsruhe en werd laatste. 
Op 9 september 1945 werd een nieuwe club opgericht, ASV Durlach, dat een fusie was van Germania en andere sportclubs VfR, Turnerschaft, TG Durlach en Schwimmverein.